# Ефект Сюняєва — Зельдовича

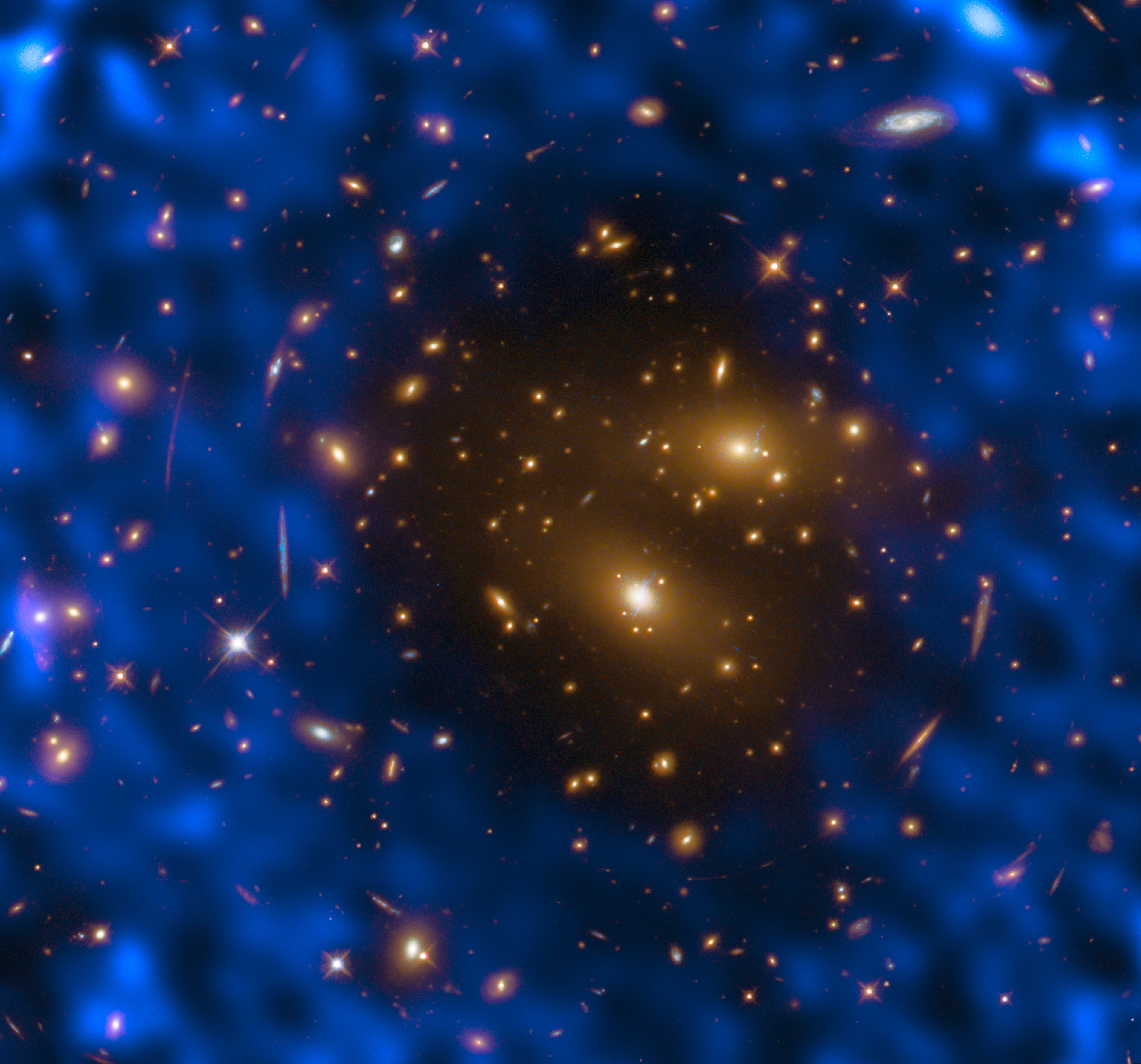
Перші вимірювання ефекту Сюняева — Зельдовича за допомогою радіотелескопа ALMA на одному з наймасивніших скупчень галактик, відомого як RX J1347.5−1145.

Ефект Сюняева — Зельдовича (англ. Sunyaev–Zel'dovich effect, SZ effect) — зміна інтенсивності реліктового випромінювання через зворотній ефект Комптона на гарячих електронах міжзоряного та міжгалактичного газу. Ефект названо на честь науковців, що його відкрили: Р. А. Сюняева та Я. Б. Зельдовича. У результаті цього процесу високоенергетичні електрони передають частину енергії фотонам реліктового випромінювання. Величина відхилення енергії фотонів від передбачуваного первинного фону дає змогу вимірювати густину речовини, що його викликала, і таким чином дозволяє вивчати розподіл матерії у Всесвіті на великих масштабах, що важливо для космології. Так, за допомогою цього ефекту можна вивчати достатньо густі скупчення галактик.

## Загальний опис
Ефект Сюняєва—Зельдовича (ефект СЗ) може бути розділений на:
- Термічний ефект, який виникає саме через високу температуру електронів, що взаємодіють із фотонами реліктового випромінювання.
- Кінематичний ефект — це ефект другого порядку, що виникає за рахунок високої кінетичної енергії руху електронів як гравітаційно зв'язаної системи (дрейфового, нетеплового руху)
- Поляризацію

Рашид Сюняєв та Яків Зельдович передбачили ефект і провели відповідні теоретичні дослідження в 1969, 1972 та 1980 роках. Ефект Сюняєва—Зельдовича становить інтерес як для астрофізики, так і для космології. Він, наприклад, може допомогти визначити поточне значення параметру Хабла. Для того, щоб відрізнити ефект Сюняєва—Зельдовича, який виникає в скупченнях галактик, від збурень у реліктовому випромінюванні на сфері останнього розсіяння, використовують як спектрально-амплітудну, так і просторову залежність флуктуацій фону. Урахування цього факту є необхідним при аналізі даних реліктового випромінювання на малих кутах (для великих {\displaystyle l}-індексів коефіцієнтів розкладу потужності в спектр по сферичних гармоніках)
Поточні дослідження сконцентровані на моделюванні того, як ефект генерується міжгалактичним газом у скупченнях галактик, і на використанні ефекту для оцінки параметру Хабла та для виділення різних компонент в середнє флуктуацій фону на даному кутовому масштабі[джерело?]. Застосовують моделювання динамічної структури скупчень.
Ефект СЗ є розсіювальним ефектом, отже, він не залежить від червоного зміщення (відстані до електронів розсіяння). Це означає що далекі скупчення можуть бути вивчені так само, як і близькі.

## Чисельне значення
Зміна інтенсивності радіовипромінювання дається наступним виразом:
{\displaystyle \Delta I_{nu}=2{\frac {(kT_{cmb})^{3}}{(hc)^{2}}}yg(x)}
де {\displaystyle T_{cmb}} — температура реліктового випромінювання, а {\displaystyle x={\tfrac {h\nu }{kT_{cmb}}}}, {\displaystyle g(x)} — спектральна форма такого ефекту, {\displaystyle y} — параметр комптомізаціі.
{\displaystyle g(x)=x^{4}e^{x}{\frac {x\cdot \mathrm {coth} (x/2)-4}{e^{x}-1}},}
{\displaystyle y=\int {\frac {kT_{e}}{mc^{2}}}n_{e}\sigma _{t}\,dl\,}
де {\displaystyle n_{e}} та {\displaystyle T_{e}} — концентрація та температура електронів, {\displaystyle \sigma _{t}} — томпсонівський перетин.

## Спостереження
- 1983 — Науковці з Cavendish Astrophysics Group та Owens Valley Radio Observatory першими виявити ефект Сюняєва-Зельдовича від скупчень галактик.
- 1993 — Телескоп Райла став першим телескопом що побудував зображення скупчення галактик з допомогою ефекта Сюняєва-Зельдовича.
- 2003 — космічний апарат WMAP скартографував реліктове випромінювання по всьому небу з деякою (обмеженою) чутливістю до ефекту
- 2005 — камера Сюняєва-Зельдовича запрацювала на Atacama Pathfinder Experiment і невдовзі змогла побудувати зображення скупчень галактик за спостереженням ефекта
- 2005 — Arcminute Microkelvin Imager і Sunyaev–Zel'dovich Array почали огляд скупчень галактик із великим червоним зсувом (тобто, далеких) шляхом вимірювання цього ефекту.
- 2007 — Південнополюсний телескоп почав функціонувати 16 лютого 2007 року і в березні того ж року почав наукові спостереження. 2008 року на цьому телескопі  за допомогою ефекту Сюняєва-Зельдовича вперше було відкрито скупчення галактик.
- 2007 — Atacama Cosmology Telescope запрацював 8 червня і почав огляд скупчень галактик з допомогою цього ефекту. 2012 року на цьому телескопі вдалося вперше виміряти кінематичний ефект Сюняєва-Зельдовича.[2]
- 2009 — Космічний телескоп «Планк», запущений 14 травня 2009 року, зробив повний огляд неба за ефектом Сюняєва-Зельдовича. Перші наукові дані були представлені в 2013 році.[3]